# Sputnik Planitia
La Sputnik Planitia è una struttura geologica della superficie di Plutone.
È stata la prima planitia identificata su Plutone.

## Composizione
Sputnik Planitia, situata nel lobo occidentale del Cuore, è un bacino di 1.000 chilometri composto da azoto e monossido di carbonio ghiacciati, suddiviso in cellule poligonali del diametro di circa 33 km, che presenta segni evidenti di flussi glaciali sia dentro che fuori dal bacino. La New Horizons in questa zona non ha rilevato crateri, il che suggerisce che la sua superficie abbia meno di 10 milioni di anni; gli ultimi studi suggeriscono che la superficie abbia un'età di 180000+90000
−40000 anni. Il team scientifico della New Horizons ha affermato che Plutone mostra una varietà sorprendentemente ampia di forme geologiche, comprese quelle derivanti da fenomeni glaciologici, tettonici, interazioni tra superficie e atmosfera, impatti, possibili processi criovolcanici e movimenti di massa.

### Dune trasversali di Sputnik Planitia
Nella parte occidentale di Sputnik Planitia ci sono zone di dune trasversali formate dai venti che soffiano dal centro del bacino in direzione delle montagne circostanti. La lunghezza delle dune è compresa tra 0,4–1 km e sono probabilmente costituite da particelle di metano della grandezza di 200-300 μm.

### Orografia e presenza di ghiaccio d'acqua
La New Horizons ha rilevato presenza di ghiaccio d'acqua sulla superficie di Plutone, e la Sputnik Planitia, insieme alla Virgil Fossa, è la zona dove la concentrazione è maggiore, infatti in tutta la Tombaugh Regio, ma soprattutto nella Planitia, ci sono montagne di ghiaccio d'acqua alte fino a 3500 metri.